# Фатерит
Фатерит (ватерит) — редкий минерал из класса карбонатов состава (CaCO3), одна из природных полиморфных модификаций карбоната кальция. Назван в честь немецкого минералога Генриха Фатера (1859—1930).
Природный фатерит образовался из раковин гастропод, дальнейшей его эволюцией по мере старения является арагонит, а позднее переходит в кальцит. Получен также искусственно. Является составной частью желчных камней.